# Santa Lucía (Atlántico)
Santa Lucía est une municipalité située dans le département d'Atlántico, en Colombie.

## Démographie
Selon les données récoltées par le DANE lors du recensement de la population colombienne en 2005, Santa Lucía compte une population de 11 947 habitants.

## Liste des maires
- 2020 - 2023 : Rehunsen Martínez Díaz